# الوادي (الجزائر)
الوادي أو وادي سوف، هي إحدى بلديات ولاية الوادي الجزائرية. مدينة الوادي أو مدينة وادي سوف، أو مدينة ألف قبة وقبة، هي عاصمة ولاية الوادي. وهي مدينة صحراوية ذات طابع سياحي، تقع على بعد 650 كلم جنوب شرق العاصمة الجزائر. مناخها صحراوي معتدل إلى بارد شتاء، حار صيفيا.

## التسمية
تعدد الآراء حول تسمية المدينة بواد سوف ويعتقد ان الإسم القديم للمدينة هو الظاهرة وظهرت للوجود بعد نفطة التونسية أما أبرز فرضيات التسمية هي:
- أزوف وهي كلمة بربرية معناها الوادي
- السوف وباللغة العربية معناها الأحقاف والكثبان الرملية

## جغرافيا

### تضاريس
مدينة الواد عمليا على مستوى سطح البحر (75 م) . يتسم موقع البلدة طبوغرافيًا بمنحدر لطيف يجد فيه المرء منظران طبيعيان كثبان رملية كبيرة وأشجار نخيل .

### المناخ
يظهر الجدول التالي التغييرات المناخية على مدار السنة للوادي:
| البيانات المناخية لـالوادي                                    | البيانات المناخية لـالوادي | البيانات المناخية لـالوادي | البيانات المناخية لـالوادي | البيانات المناخية لـالوادي | البيانات المناخية لـالوادي | البيانات المناخية لـالوادي | البيانات المناخية لـالوادي | البيانات المناخية لـالوادي | البيانات المناخية لـالوادي | البيانات المناخية لـالوادي | البيانات المناخية لـالوادي | البيانات المناخية لـالوادي | البيانات المناخية لـالوادي |
| الشهر                                                         | يناير                      | فبراير                     | مارس                       | أبريل                      | مايو                       | يونيو                      | يوليو                      | أغسطس                      | سبتمبر                     | أكتوبر                     | نوفمبر                     | ديسمبر                     | المعدل السنوي              |
| ------------------------------------------------------------- | -------------------------- | -------------------------- | -------------------------- | -------------------------- | -------------------------- | -------------------------- | -------------------------- | -------------------------- | -------------------------- | -------------------------- | -------------------------- | -------------------------- | -------------------------- |
| الدرجة القصوى °م (°ف)                                         | 27.6 (81.7)                | 35.5 (95.9)                | 40.0 (104.0)               | 40.0 (104.0)               | 45.2 (113.4)               | 48.7 (119.7)               | 49.7 (121.5)               | 49.0 (120.2)               | 46.0 (114.8)               | 41.0 (105.8)               | 32.0 (89.6)                | 28.2 (82.8)                | 49.7 (121.5)               |
| متوسط درجة الحرارة الكبرى °م (°ف)                             | 16.9 (62.4)                | 19.6 (67.3)                | 22.5 (72.5)                | 26.8 (80.2)                | 31.7 (89.1)                | 37.4 (99.3)                | 40.1 (104.2)               | 39.8 (103.6)               | 34.9 (94.8)                | 28.3 (82.9)                | 21.8 (71.2)                | 17.3 (63.1)                | 28.1 (82.6)                |
| المتوسط اليومي °م (°ف)                                        | 11.0 (51.8)                | 13.4 (56.1)                | 16.1 (61.0)                | 20.1 (68.2)                | 24.7 (76.5)                | 29.8 (85.6)                | 32.5 (90.5)                | 32.4 (90.3)                | 28.2 (82.8)                | 22.0 (71.6)                | 15.7 (60.3)                | 11.5 (52.7)                | 21.5 (70.6)                |
| متوسط درجة الحرارة الصغرى °م (°ف)                             | 5.1 (41.2)                 | 7.1 (44.8)                 | 9.6 (49.3)                 | 13.3 (55.9)                | 17.7 (63.9)                | 22.2 (72.0)                | 24.7 (76.5)                | 24.8 (76.6)                | 21.5 (70.7)                | 15.6 (60.1)                | 9.6 (49.3)                 | 5.4 (41.7)                 | 14.7 (58.5)                |
| أدنى درجة حرارة °م (°ف)                                       | −2.0 (28.4)                | −2.0 (28.4)                | −5.4 (22.3)                | 4.8 (40.6)                 | 5.0 (41.0)                 | 9.0 (48.2)                 | 17.2 (63.0)                | 14.5 (58.1)                | 13.0 (55.4)                | 2.1 (35.8)                 | 0.0 (32.0)                 | −2.2 (28.0)                | −5.4 (22.3)                |
| الهطول مم (إنش)                                               | 10.7 (0.42)                | 9.3 (0.37)                 | 9.9 (0.39)                 | 7.0 (0.28)                 | 5.6 (0.22)                 | 2.0 (0.08)                 | 0.1 (0.00)                 | 1.1 (0.04)                 | 5.3 (0.21)                 | 7.8 (0.31)                 | 9.4 (0.37)                 | 7.0 (0.28)                 | 75.2 (2.97)                |
| متوسط الرطوبة النسبية (%)                                     | 64.7                       | 54.1                       | 47.0                       | 43.7                       | 38.1                       | 33.2                       | 30.4                       | 34.6                       | 46.5                       | 52.9                       | 58.8                       | 64.8                       | 47.4                       |
| المصدر #1: الإدارة الوطنية للمحيطات والغلاف الجوي (1965-1990) |                            |                            |                            |                            |                            |                            |                            |                            |                            |                            |                            |                            |                            |
| المصدر #2: climatebase.ru (extremes, humidity)                |                            |                            |                            |                            |                            |                            |                            |                            |                            |                            |                            |                            |                            |

## تاريخ
يعود تاريخ المنطقة الى بداية الهجرات العربية من الشرق و استوطنت عروش الربايع والمصاعبة و الاعشاش المنطقة.

## عمران

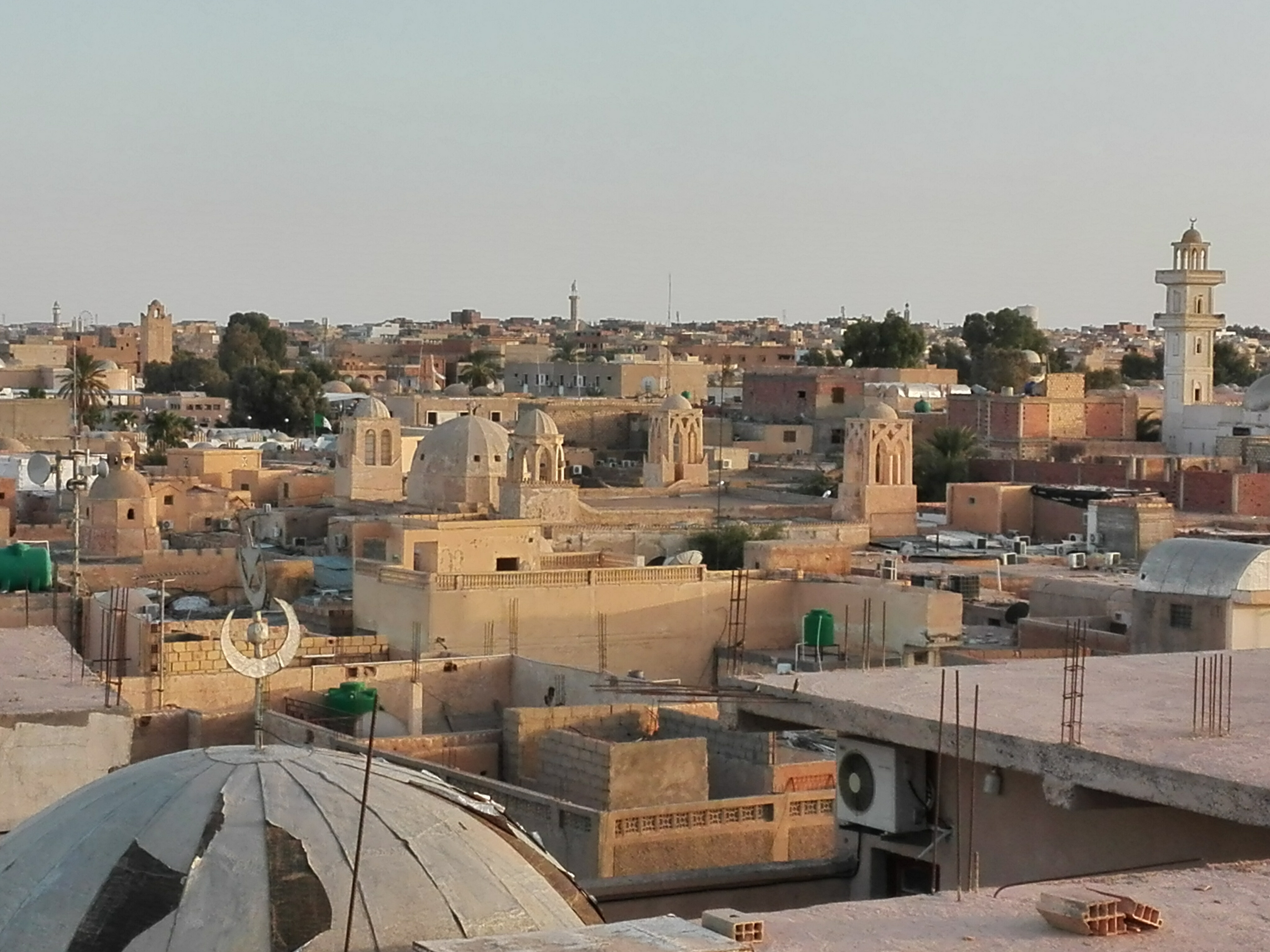
حي لعشاش

تتميز مدينة الواد بتكييفها المعماري واستخدام المواد المحلية (الجبس والجص) والتقنيات المناسبة (الأروقة والقباب) في الإنشاءات. المدينة المنورة ، وهي أبسط في تخطيطها للمدينة من تلك الموجودة في تقرت أو ورقلة ، تم الحفاظ عليها بشكل أفضل . البيوت التقليدية منخفضة هناك ، تعلوها قباب لتعكس الضوء بشكل أفضل وللحفاظ على النضارة بالداخل .
يقطع المدينة شارع محمد الخميستي ، شريانها الرئيسي يتميز بالانتشار الأفقي ، فالارتفاعات الكبيرة في درجة الحرارة تمنع البناء في الارتفاع مخزون المساكن الجماعية هامشي يمتد التحضر على طول الطريق الوطني من الشمال إلى الجنوب ، لأن الامتداد مغلق من الشرق بفوهات بساتين النخيل ومن الغرب الكثبان العالية . وهكذا فإن التجمّع يشكل تجمعاً ، يضم من الوادي بلديات كوينين والربح والبياضة ، على مسافة تزيد عن 20 كيلومتراً من الاستمرارية المكانية .
اللاجئون). تطورت أحياء أخرى ، رحبت بسكان قصور سوف ، البدو الرحل السابقين والنمامشة من الأوراس. تخضع الأجزاء المجاورة للسوق القديم للتحول الذي يسمح بتوسيع السوق في البلدة القديمة ثم استحوذت المدينة على حي الرمل 18 السكني.
يتم توجيه الامتداد المستقبلي للمدينة من خلال قيود مادية كبيرة إنه يتعلق بالطابع غير القابل للإنشاء لتربة الكثبان الرملية ومنطقة الشط والمنخفضات المدينة أيضًا معاقة بسبب ارتفاع منسوب المياه الجوفية ، الذي أصبح مصدرًا للتلوث ولمواجهة هذه المشكلة ، تم تنفيذ أعمال الصرف الصحي ، وفي الوقت نفسه ، بدأت أيضًا عملية إعادة تشجير .

### أحياء المدينة
تتواجد بمدينة الوادي العديد من الاحياء السكنية أهمها :
- حي المنظرالجميل
- حي النزلة
- حي الأعشاش
- حي المصاعب
- حي أولاد أحمد
- حي باب الواد (الغواطين)
- حي الشهداء
- حي الصحن الأول
- حي الصحن الثاني
- حي سيدي مستور
- حي الحرية (الأصنام)
- حي الشط
- حي 400سكن
- حي الرمال
- حي 19مارس
- حي18فيفري
- حي النور
- حي 17 أكتوبر
- حي الإستقلال
- حي الكوثر
- حي أم سلمى.

## المساجد
- مسجد سيدي مسعود سنة 1600م [8][9]
- مسجد الظهارة (الوادي) سنة 1750م.
- مسجد سيدي عبد القادر (الوادي) سنة 1810م
- مسجد سيدي سالم (الوادي) سنة 1830م
- مسجد ضواي روحه (الوادي) سنة 1830م
- مسجد بلقاسم بلعجال (الوادي) سنة 1841م
- مسجد تكسبت العتيق (الوادي) سنة 1854م
- مسجد سي موسى (الوادي) سنة 1870
- مسجد العزازلة (الوادي) سنة 1872م
- مسجد سيدي بوعلي (الوادي) سنة 1890م

## توأمة
- توزر

## شخصيات
- مصباح حويذق
- أبو القاسم سعد الله

## وصلة خارجية
- بلدية وادي سوف